# Kritický racionalismus
Kritický racionalismus je název pro filosofický směr, jehož základ byl položen v dílech rakouského filozofa Karla Poppera. Vyznačuje se důrazem na omezenost každého poznání, na kritičnost a racionalitu, které mohou vést k toleranci a názorovému pluralismu, a přitom se vyhnout relativismu. Odmítá představu, že by se poznání nějakou metodou dalo zajistit proti omylům, a naopak pokrok poznání vidí v souhře momentů tvořivé fantazie a kritického vyvracení omylů, stručně řečeno v metodě poučeného pokusu a omylu.

## Pojem a původ
Kritický racionalismus byl zvláštní odnoží logického pozitivismu. Základní ideje kritického racionalismu vyslovil Popper při posuzování idejí Vídeňského kruhu a v polemice s jeho předními činiteli.
Pojem „kritický racionalismus“ představil Popper v knize Otevřená společnost a její nepřátelé a sám jej charakterizoval jako životní postoj, „který připouští, že já se mohu mýlit, ty mne můžeš opravit a společně můžeme přijít pravdě na stopu.“ Vznikl však už dříve, ve sporech s vídeňskými pozitivisty a empiristy, kteří hledali způsob, jak zaručit pravdivost vědeckého poznání metodou „protokolárních vět“ a důkazů indukcí. To Popper nepovažoval za možné, neboť úplná indukce je možná jen v matematice, kdežto v empirických vědách je vždy pouze neúplná a z libovolného počtu pozorování nelze odvodit obecný zákon.
Důležitou inspirací bylo pro Poppera nahrazení Newtonovy teorie Einsteinovou: může-li se i teorie, kterou všechna pozorování po 200 let potvrzovala, ukázat jako omezená či dokonce nesprávná, je snaha o dokazování teorií pozitivními pokusy beznadějná. Einstein sám se o to také nepokusil, nýbrž navrhl několik experimentů, které by o jeho teorii mohly empiricky rozhodnout.

## Rozšíření směru a jeho kritici
Myšlenky Karla Poppera pak byly zčásti podrobeny kritice a zčásti rozvinuty v pracích jeho žáků a pokračovatelů Imre Lakatose, Williama W. Bartleye, Thomase Kuhna, Paula Feyerabenda a dalších. Kritický racionalismus se rozšířil zvláště v USA, Anglii a NSR a v druhé polovině dvacátého století se stal jedním z nejvlivnějších směru filozofie 20. století.

## Kritický racionalismus
Popperův systém je kritický, protože odmítá dogmatismus a autoritativní nárok na pravdu, ale také představu o neomylnosti vědy (scientismus). Je to racionalismus proto, že uznává význam racionality, není skeptický ani relativistický. Nedomnívá se, že by pravdivost každého tvrzení závisela na pozorovateli a okolnostech, ani že by žádná pravda nebyla, jenže je také přesvědčen, že nám není racionálními postupy přímo přístupná; v tom zřetelně navazuje na I. Kanta. Okolní svět samozřejmě existuje (kritický realismus), ale možnosti lidského chápání a poznávání jsou omezené a člověk tedy chybuje. K pravdě se může jen blížit, a to tak, že nachází a odstraňuje omyly a chyby.

## Fallibilismus
Tomuto přesvědčení dal C. S. Peirce název fallibilismus a Popper zde jako své předchůdce zmiňuje i Xenofana a Sókrata; teprve Platón a Aristotelés se podle něho od této cesty odchýlili a na správnou stopu se vrátil teprve Kant. Přirozeným důsledkem fallibilismu je, že člověk má svá přesvědčení a vědecké teorie stále kriticky přezkoumávat. V této souvislosti cituje Popper následující zlomky z Xenofana:
Zdaleka ne všechno odhalili lidem bohové hned na počátku,
nýbrž během času hledají a nacházejí lepší.
Nic jasného a spolehlivého člověk nikdy nespatřil ani nespatří
ohledně bohů a všech těch věcí, které vykládám.
Neboť i kdyby se někomu mimořádně podařilo říci něco dokonalého,
stejně by si toho nemohl být vědom: o všech věcech jsou jen domněnky.
I když člověk nemůže vědět, zda a nakolik se pravdě přiblížil, musí ji přesto předpokládat, jinak by představa „přibližování“ ztratila smysl. Tím se fallibilisus liší od radikální skepse, relativismu i od některých myslitelů tzv. postmoderny. Člověk musí přijímat nejisté hypotézy a teorie, na jejichž základě dělá své pokusy. Nesmí však zapomenout, že jsou to hypotézy, a musí být ochoten uznat, je-li některá z nich vyvrácena. Teorie (čili otázky) tedy nejsou zobecnění experimentů, ale základem a motivem pro výběr a konstrukci experimentu jako odpovědi. Popperova filosofie zde lépe odpovídá vědecké praxi, neboť teorie se sice vytvářejí na základě zkušeností, ale přirozeně dřív, než se podle nich dá začít experimentovat. Proto také kritický racionalismus uznává pluralismus teorií a hypotéz a může se smířit i s konstruktivistickou tezí, že člověk přírodní zákony konstruuje, že je – jak říká Kant – přírodě předpisuje, ovšem pod podmínkou, že se nechá poučit zkušeností.

## Vymezení vědeckosti
Vědecké hypotézy a teorie tedy nelze podle Poppera nikdy s konečnou platností dokázat čili verifikovat. Aby ale mohly tímto způsobem vést ke zdokonalení poznání, musí obsahovat tvrzení, která se dají empiricky vyvrátit čili falsifikovat. „Empiricko-vědecký systém musí být s to na zkušenosti ztroskotat.“ Teorie a hypotézy, které takovou možnost nenabízejí, nejsou proto sice podle Poppera zbytečné nebo nesmyslné, protože mohou lidi inspirovat, nejsou ovšem vědecké. Různé výpovědi přitom mohou být falsifikovatelné v různé míře. Hypotéza je dokonce tím cennější, čím víc toho tvrdí a čím přísnější podmínky si klade, jinými slovy, čím snazší je její falsifikace. Tak tvrzení, že existují jednorožci, lze falsifikovat jen velmi obtížně a má tedy jen malou hodnotu, kdežto opačné tvrzení, že jednorožci neexistují, má poznávací hodnotu daleko větší, neboť k jeho falsifikaci by stačil jediný exemplář.
Ještě odvážnější a tedy i cennější jsou tvrzení „s velkým kvantifikátorem“, týkající se všech prvků nějaké množiny. Na tvrzení, že existují bílé labutě, není nic zvláštního, ale tvrzení, že všechny labutě jsou bílé, je z poznávacího hlediska velmi cenné – i když se ukázalo jako nepravdivé. Tomu odpovídá i praktická cena takového tvrzení. Tvrzení, že lano unese až pět tun, není prakticky k ničemu; zato záruka firmy, že každé její lano unese nejméně tři tuny, je jednak snadno falsifikovatelné, jednak umožňuje konstrukci výtahů. Na opačném konci stojí „nevyvratitelné hypotézy“, například: „I když se lidé snaží nejednat egoisticky, dělají to z egoistické snahy nevypadat jako egoisté“; jejich výpovědní i praktická hodnota je tudíž nulová.

## Metafysika
Na rozdíl od positivismu, který metafysické otázky i teorie pokládal za prázdné a nesmyslné, vidí v nich Popper důležitý zdroj inspirace, z něhož mohou naokonec čerpat i vědecké teorie. Jako příklad uvádí Parmenidovu představu homogenního Vesmíru, Démokritův atomismus, Platónův program geometrizace, Aristotelovo pojetí věd, renesanční fysiku, Newtonovu myšlenku světa sil a další. Pro interpretaci kvantové teorie navrhl zvláštní pojetí „objektivní pravděpodobnosti“, propensity či sklonu, chápané jako jakási tendence pokusného uspořádání dávat určité výsledky. Tím se liší jak od teorie Bayesovy, která pokládá pravděpodobnost za stupeň přesvědčení, i od teorie četnosti, která ji odvozuje pouze z počtu případů.
Své pojetí pravdy sice Popper výslovně nerozebírá, z kritického racionalismu však plyne, že pravdu je třeba odlišit od pravdivosti jako vlastnosti výroků: pravdivé výroky jsou nám běžně dostupné, pravda sama nikoli. Klasický výměr pravdy jako „souhlasu výpovědi a skutečnosti“ míní tedy pravdivost výroku, nikoli pravdu samu. Ta je však přesto nezbytná, aby se dalo hovořit o zdokonalování poznání. Popperovo pojetí pravdy samé tedy není daleko od pojetí M. Heideggera, který pravdu chápe jako jakési světlo, díky němuž lze rozlišovat pravdivé a nepravdivé.

## Společenské a etické důsledky
Popper sám chápal svoji filosofii jako „životní postoj“, který by měl platit i v běžném životě a v úvahách o společnosti. Kritický racionalismus spočívá na dvou – samozřejmě nedokazatelných – volbách:
- na uznání omezenosti lidského poznání a opuštění snah nahlížet skutečnost z nějaké nadlidské, božské pozice;
- na příklonu k racionalismu jako způsobu uvažování, který dovoluje argumentaci a diskusi mezi lidmi nezávisle na jejich přesvědčeních.

Z kritického racionalismu především vyplývá cena svobody, kterou člověk i společnost nutně potřebuje, aby se mohla rozvíjet, hledat a experimentovat. Proto byl Popper tak ostrým (a občas nespravedlivým) kritikem nejen totalitních režimů, ale i filosofických systémů, které podle něho umožnily svobodu omezovat až potlačit. Popper je obviňoval také z „historicismu“, z názoru o osudové určenosti člověka, která svobodu samozřejmě popírá. Se svobodou ovšem nerozlučně souvisí také lidská odpovědnost, neboť „bez odpovědnosti – zejména intelektuální – se ztrácí i svoboda“. Dalším podstatným důsledkem kritického racionalismu je zdůvodnění a ocenění tolerance a pluralismu jakožto vzájemného uznání různých pokusů o hledání pravdy nebo lepšího uspořádání lidského života.
Ze zásad kritického racionalismu lze hájit Popperovo pojetí „otevřené společnosti“ jako té, která nejlépe využívá možností racionálního hledání pravdy i dobra. Na principu podobném Popperově falsifikaci konečně spočívá i teorie demokracie. Ta totiž nepředpokládá, že si lidé zvolí dokonalou vládu, ale že každou (špatnou) mohou legitimně odvolat v pravidelných volbách.